# 포스트모던 음악
포스트모던 음악(postmodern music)은 포스트모던 시대에 생산된 예술 음악 전통의 음악이다. 또한 포스트모더니즘의 미학적, 철학적 경향을 따르는 모든 음악을 설명한다. 미적 운동으로서 그것은 부분적으로 모더니즘에 대한 반동으로 형성되었지만 주로 모더니즘 음악에 반대하는 것으로 정의되지는 않는다. 포스트모더니스트들은 단순히 근대성의 잔재로 간주하는 학문 분야의 엄격한 정의와 범주에 의문을 제기한다.

## 기간
한 저자는 대중음악에서 포스트모던 음악이 1960년대 후반에 등장했는데, 이는 부분적으로 사이키델릭 록과 하나 이상의 비틀즈 앨범의 영향을 받았다고 이야기했다. 비어드(Beard)와 글로그(Gloag)는 "1960년대에 걸쳐 음악 스타일과 언어의 급진적인 변화가 이제 포스트모더니즘을 반영하는 것으로 간주된다"는 제임슨(Jameson)의 이론을 인용하면서 이러한 입장을 지지한다. 다른 사람들은 예술, 특히 음악을 언급하면서 포스트모더니즘이 1930년경에 시작되었다고 생각한다.